# 히에로니무스 빌헬름 에브너 폰 에센바흐

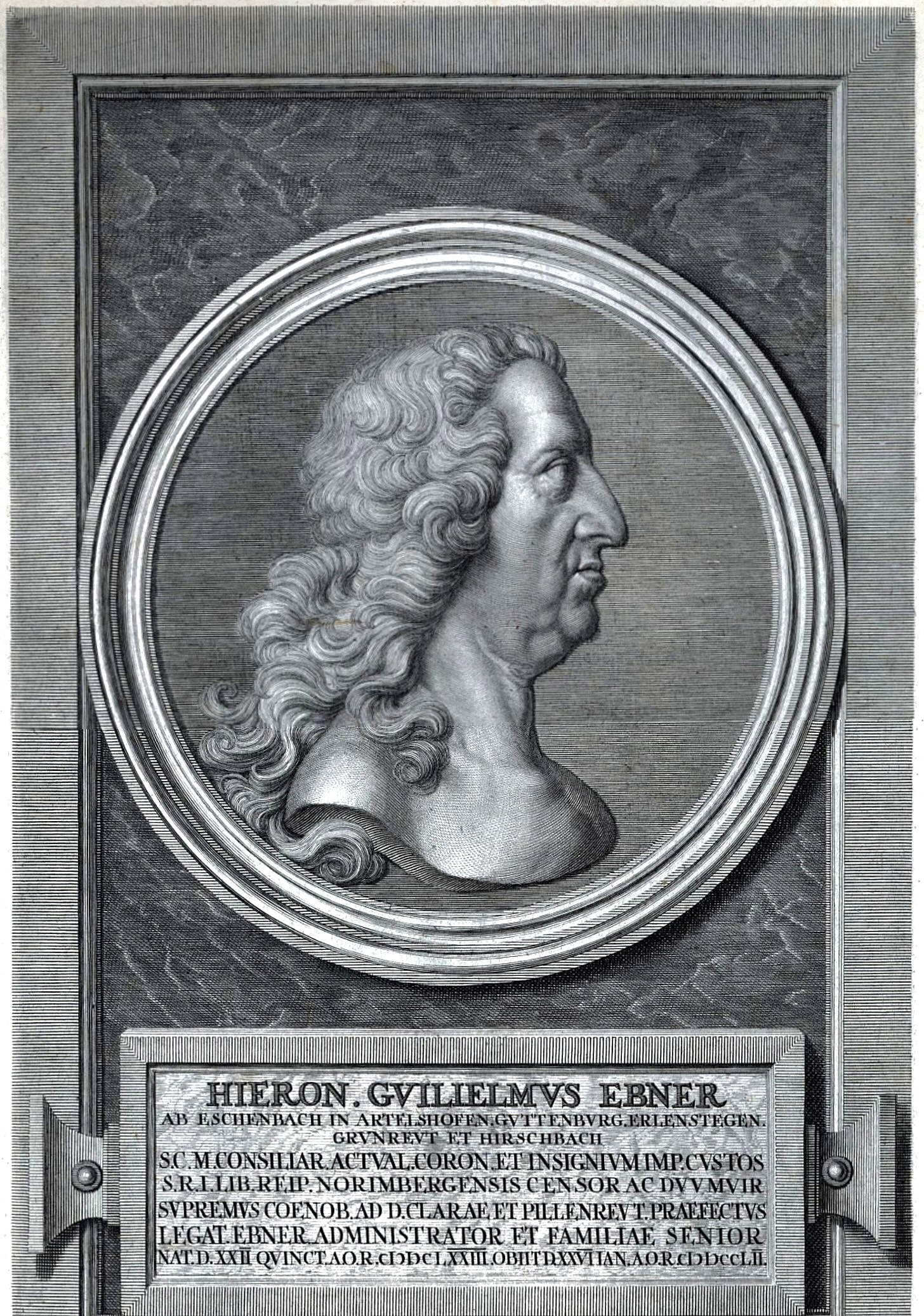
히에로니무스 빌헬름 에브너 폰 에센바흐의 초상화

히에로니무스 빌헬름 에브너 폰 에센바흐(Hieronymus Wilhelm Ebner von Eschenbach; 1673년 6월 22일 뉘른베르크 출생, 1752년 1월 26일 엔겔탈 사망)는 신성 로마 제국의 외교관이자 역사가로 1만 8천권 이상의 장서를 보유했던 사설도서관 비블리오테카 에브네리아나(Bibliotheca Ebneriana)를 창시했다. 그는 알트도르프 대학을 졸업한 뒤 1700년부터 정치가로서의 경력을 준비하며 다양한 직책에서 일하다 1708년 뉘른베르크 시의회에 임명되었다. 1718년에는 뉘른베르크의 모든 교육기관을 감독하는 자리에 올라 1744년에 은퇴할 때까지 이 직책을 유지했다.
에브너 가문은 자유제국도시 시절 뉘른베르크의 가장 오래된 귀족 가문들 중 하나로 1234년 최초로 문서에 언급된 기록이 전해진다. 14세기부터 그들은 거의 빠짐없이 뉘른베르크 시의회에 참여했으며 16세기에서 17세기경에 '에센바흐'를 가문의 이름에 추가했다.